# Caroline Slomp
Caroline Slomp (geboren in Khairagali, Pakistan, 1967) is een Nederlands microbioloog  en hoogleraar aan de Radboud Universiteit Nijmegen. Zij is bekend vanwege haar werk aan de cycli van elementen die van belang zijn voor organismen in water. Ze is gekozen fellow van de Geochemical Society en de European Association for Geochemistry.

## Opleiding en onderzoek
Slomp woonde in Pakistan tot haar ouders haar op negenjarige leeftijd meenamen toen zij teruggingen naar Nederland. ze studeerde in 1991 af bij de Universiteit Wageningen op bodemkunde en promoveerde vervolgens in 1997 vanuit Wageningen bij het Koninklijk Nederlands Instituut voor Onderzoek der Zee. Ze ging in 1998 werken bij de Universiteit Utrecht en werd in 2013 daar benoemd als hoogleraar.  Ze hield haar oratie in 2014 met de titel “Lang leve de zee”.
In 2022 werd ze hoogleraar geomicrobiologie en biogeochemie aan de Radboud Universiteit. Haar oratie in 2023 had de titel "Lang leve de aarde".
In 2024 was ze ook voor 10% deeltijdhoogleraar in mariene biochemie aan de Universiteit van Utrecht.  

## Onderzoek
Slomp is bekend geworden door haar onderzoek aan elementen en hoe deze een cyclus vertonen binnen ecosystemen onder water. Het gaat daarbij vooral om de elementen van koolstof, fosfor, stikstof, zwavel en metalen. Die laatste komen in kleine hoeveelheden voor.
Het grootste deel van haar onderzoek heeft betrekking op mariene omgevingen met lage zuurstofconcentraties. In haar eerdere onderzoek onderzocht Slomp fosfor in mariene sedimenten. Daarna keek ze naar de manier waarop voedingsstoffen via onderzees grondwater naar de kustzones van de oceaan werden getransporteerd, en naar de ophoping van fosfor in mariene sapropelen, een sediment dat uit slib gevormd worden. In kustsedimenten heeft ze de oxidatie van methaan onderzocht en ook de rol van bacteriën bij de  interactie tussen ijzer en fosfor. Haar werk met bacteriën in mariene sedimenten heeft geleid tot onderzoek naar de manier waarop bacteriën kunnen worden gebruikt om energie uit afvalwater op te wekken. 
In haar oratie van 2014 beschreef zij de zuurstofloze gebieden die in zee kunnen ontstaan door de bloei van cyanobacteriën en de oorzaak daarvan die samenhangen met de fosfaat die vanaf het land de zee instroomt. Het onderzoek daarvoor deed zij in de Oostzee vanaf het Zweedse onderzoeksschip de Skagerak. Ondanks de afname van de instroom van de fosfaten zal het volgens haar onderzoeksresultaten nog lang duren voordat de zuurstofloze gebieden zijn verdwenen. Ook deed zij met grondboringen, zowel in zee als op het land, onderzoek naar andere zuurstofloze periodes in de geologische geschiedenis. Daaruit bleek dat er eerder al, tijdens de Middeleeuwen, er een eeuwenlange periode van zuurstofloosheid in de Oostzee bestond, die snel herstelde door de lagere temperaturen tijdens de Kleine IJstijd.
In haar oratie uit 2023 beschreef ze hoe methaan ontstaat in de zeebodem door rottende plantenresten. Die methaan komt in bellen omhoog komt in de atmosfeer terecht, waarbij deze bijdraagt aan het broeikaseffect.

## Publicaties (selectie)
- (en) Slomp, C. P. (1 maart 1996). Phosphorus binding by poorly crystalline iron oxides in North Sea sediments. Marine Chemistry 52 (1): 55–73. ISSN: 0304-4203. DOI: 10.1016/0304-4203(95)00078-X.
- Slomp, Caroline P. (1 november 1996). A key role for iron-bound phosphorus in authigenic apatite formation in North Atlantic continental platform sediments. Journal of Marine Research 54 (6): 1179–1205. DOI: 10.1357/0022240963213745.
- van der Zee, Claar (2003). Nanogoethite is the dominant reactive oxyhydroxide phase in lake and marine sediments. Geology 31 (11): 993. ISSN: 0091-7613. DOI: 10.1130/g19924.1.
- (en) Slomp, Caroline P. (10 augustus 2004). Nutrient inputs to the coastal ocean through submarine groundwater discharge: controls and potential impact. Journal of Hydrology 295 (1): 64–86. ISSN: 0022-1694. DOI: 10.1016/j.jhydrol.2004.02.018.
- (en) Conley, Daniel J. (15 mei 2009). Hypoxia-Related Processes in the Baltic Sea. Environmental Science & Technology 43 (10): 3412–3420. ISSN: 0013-936X. PMID 19544833. DOI: 10.1021/es802762a.

## Prijzen en onderscheidingen
- 2020 - Geochemical Fellow, Geochemical Society (GS) & European Association for Geochemistry
- 2019 - ERC Synergy grant
- 2018 - Zij werd door de Geochemical Society en door de European Association for Geochemistry benoemd tot Paul Gast-docent.
- 2014 - Vici grant van NWO
- In 2015 koos de Royal Physiographic Society in Lund Slomp tot levenslange fellow.
- 2011 - ERC Starting Grant (Consolidator level)